# Quirin Gilles Nols
Pour l’article homonyme, voir Nols.
Quirin Gilles Nols fut le 46e abbé à avoir administré l'abbaye de Parc, de 1897 jusqu'à sa mort en 1936. Il s'agit d'une abbaye de l'ordre des Prémontrés fondée en 1129 dans le duché du Brabant et est toujours en activité en 2021, située près de Louvain, dans le Brabant flamand belge.
L'abbaye était en plein développement lorsque la guerre de 1914 a commencé. Échappant aux représailles des Allemands, avec la guerre terminée, les religieux peuvent reprendre leurs exercices journaliers. Les prêtres s'en vont notamment de nouveau à l'extérieur rendre service aux curés et porter la parole de l'Évangile au peuple des campagnes.
Pendant le reste de son mandat, l'abbé Quirin Gilles Nols étend la mission au Brésil entreprise par son prédécesseur puisqu'un prieuré a été créée. L'abbaye publie par ailleurs trois revues en flamand et en français.

## Chronologie
Quirin Gilles Nols naît dans le hameau de Try, dépendant de la commune de  Charneux, le 24 novembre 1862. Il est le fils de Jean-Baptiste Joseph Nols et d'Anne Marguerite Joséphine Xhauflaire.
Il est vêtu le 1er novembre 1885, devient profès en 1887, prêtre en 1889, est licencié en théologie de l'Université de Louvain en 1892, prieur en 1897 et élu abbé de Parc le 20 mai 1897, bénit le 26 juin 1897 à Parc par le Cardinal Goossens.
Il meurt en 1936.

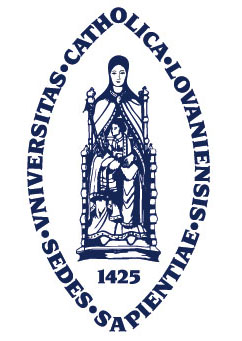
Sceau de style néogothique de l'université catholique de Louvain, créé en 1909.
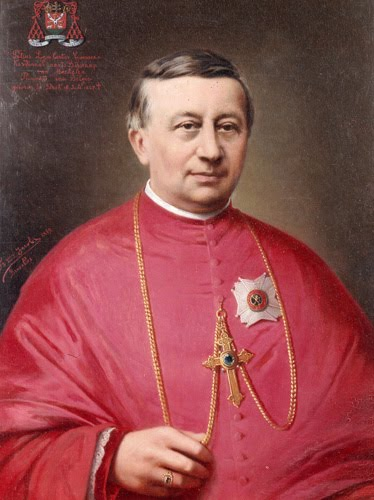
Le cardinal Goossens.

## Abbatiat
Durant l'administration de l'abbé Quirin Gilles Nols, après 1902, le cloître de l'abbaye de Parc est restauré, l'église repeinte et la lumière électrique placée dans toutes les places.
L'abbaye est en plein développement lorsque la guerre de 1914 éclate. Elle échappe toutefois aux représailles que les Allemands font subir aux alentours. La guerre terminée, les religieux reprennent leurs exercices journaliers :
- l'office du chœur,
- la messe conventuelle d'après le rite des Prémontrés,
- l'étude des sciences théologiques, bibliques et philosophiques, enseignées par leurs propres confrères.

Les prêtres s'en vont de nouveau à l'extérieur rendre service aux curés et porter la parole de l'Évangile au peuple des campagnes.
Pendant le reste de son abbatiat, l'abbé Quirin Gilles Nols est visiteur du chapitre général à partir de 1922. Il accède par la suite au titre de docteur en théologie de Université de Louvain. Il étend la mission au Brésil entreprise par son prédécesseur François de Paule Adrien Versteylen puisqu'un prieuré a été créé.
L'abbaye de Parc publie par ailleurs trois revues en flamand et en français.

## Postérité

### Décorations
L'abbé Quirin Gilles Nols est fait chevalier de l'ordre de Léopold en 1922, décoré de la médaille du Roi Albert et récipiendaire de la décoration spéciale de Sao Paulo.

### Portrait
Le portrait de l'abbé Quirin Gilles Nols réalisé par le peintre Eugène Bertrand est présent à l'abbaye de Parc.

### Armes de l'abbé
Selon J.E. Jansen, l'abbé Quirin Gilles Nols possède des armes qui se blasonnement : « Écartelé, au 1 et 4 coupé, parti d'or à l'aigle de sable, se dressant sur un coupeau de sinople, parti de gueules à la croix engrêlée d'or, au 2 et 3 d'or à un bouquet de muguets d'argent aux feuilles de sinople enrubanné de gueules » et une devise : In charitate non ficta,.
Il est possible de rapprocher les armes de l'abbé Quirin Gilles Nols de celles des autres abbés du monastère en consultant l'article : « Armorial des abbés de Parc ».